# August Gailit
August Gailit est un écrivain estonien né le 9 janvier 1891 et décédé le 5 novembre 1960.

## Biographie
August Gailit est né en Estonie à Lossiküla (et), dans la commune de Sangaste, comté de Valga,  gouvernement de Livonie, Empire russe. Son père est charpentier et il grandit dans une ferme à Laatre. Il est élève dans des écoles de Valga et de Tartu.
De 1911 à 1914, il est journaliste à Riga, alors en Livonie, et il est correspondant de guerre lors de la guerre d'indépendance de l'Estonie. Entre 1922 et 1924 il vit en France, Italie et Allemagne avant de s'établir à Tartu en tant qu'écrivain indépendant et directeur du  théâtre de Vanemuine entre 1932 et 1934. Il part ensuite à Tallinn.
Il se marie à l'actrice Elvi Nander, qui lui donne une fille, Aili-Viktooria.
Avec l'Occupation soviétique des États baltes, il doit fuir en Suède où il s'installe près d'Örebro.
Il est l'un des fondateurs du mouvement littéraire Siuru, qui fait scandale par certains poèmes érotiques. Il travaille pour Uus Eesti.

## Galerie

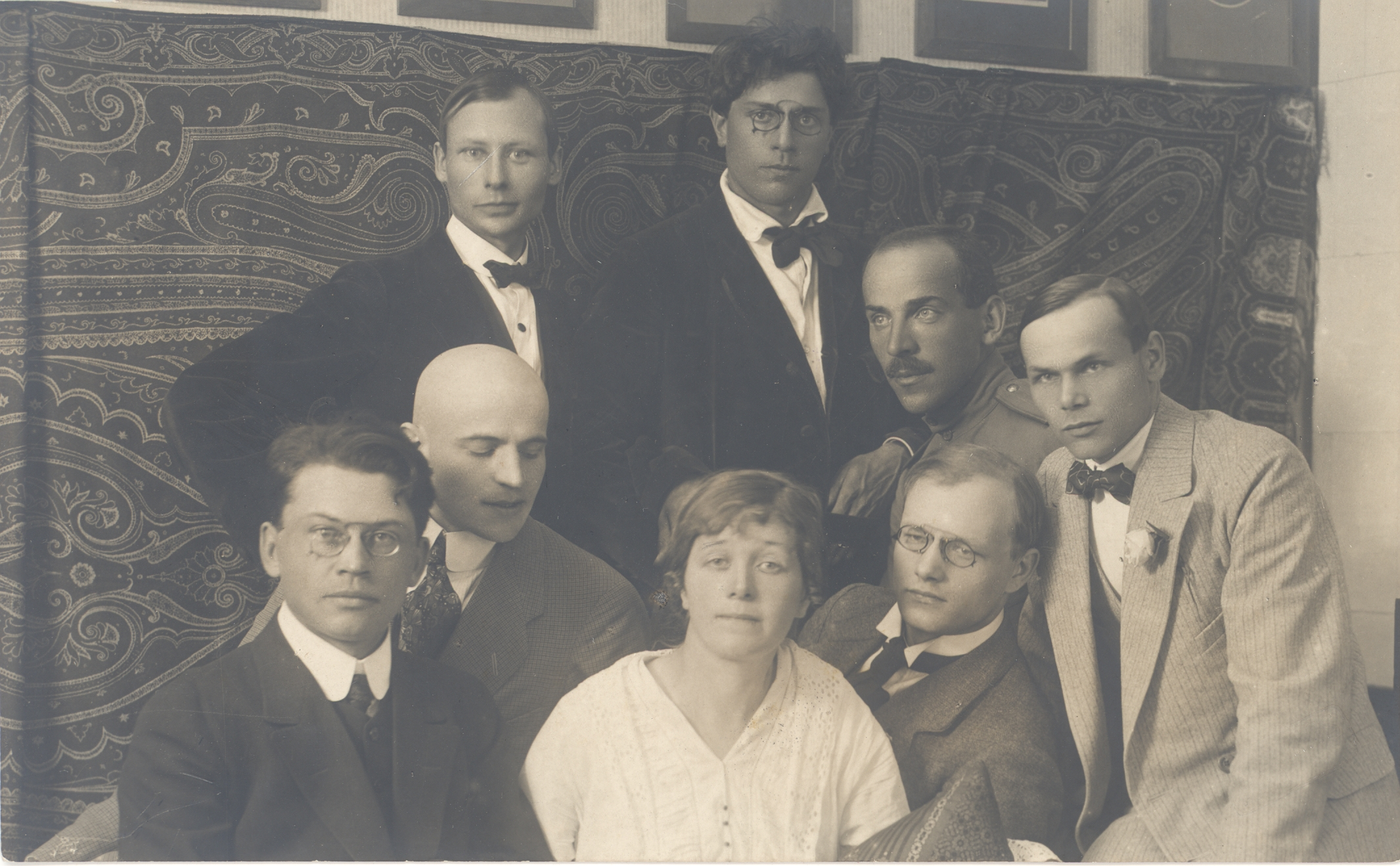
Le mouvement Siuru en 1917 avec 1) Peet Aren, Otto Krusten, Friedebert Tuglas, Arthur Adson (en), Marie Under, August Gailit, Johannes Semper et Henrik Visnapuu
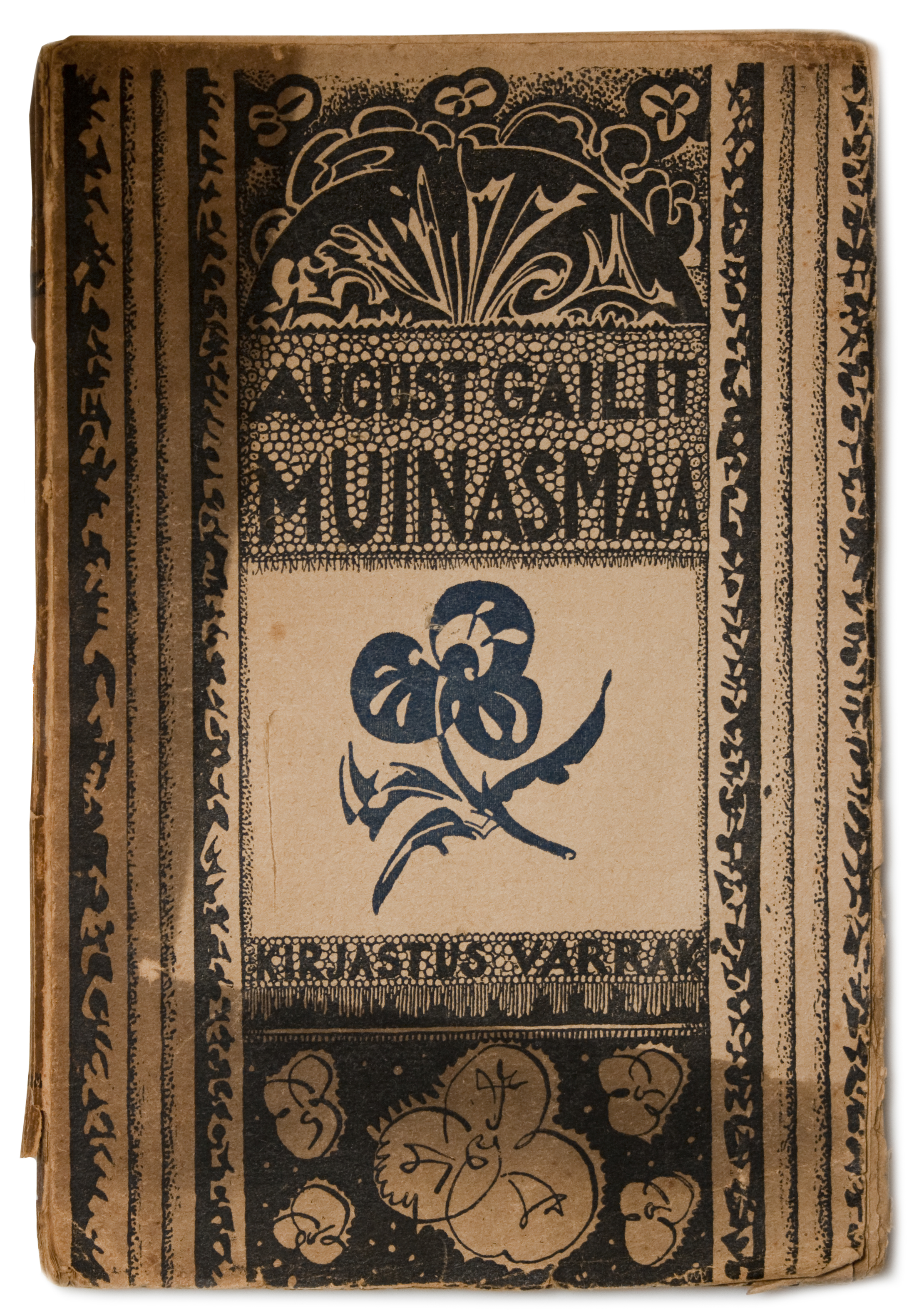
Muinasmaa (et), édition de 1920
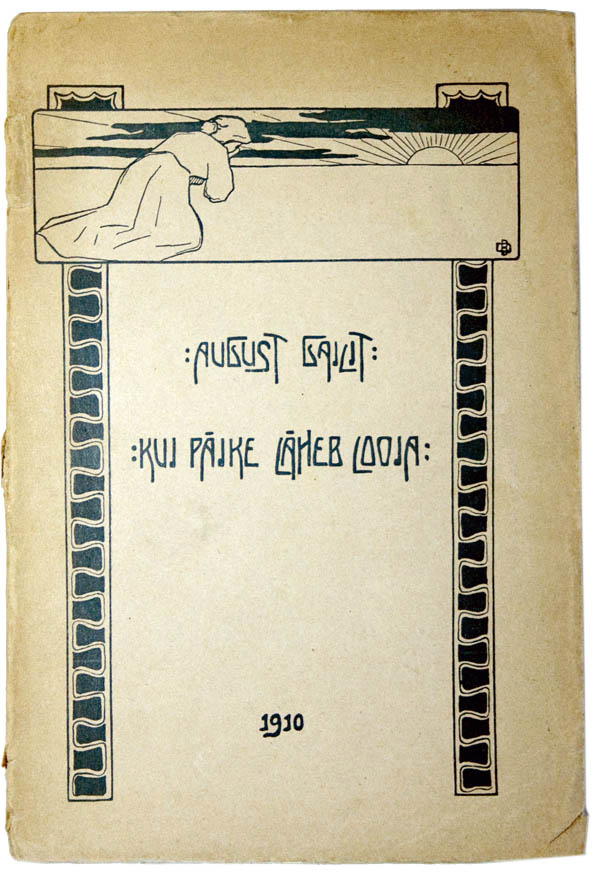
Kui päike läheb looja (et)